# حجر حد (أرفة)

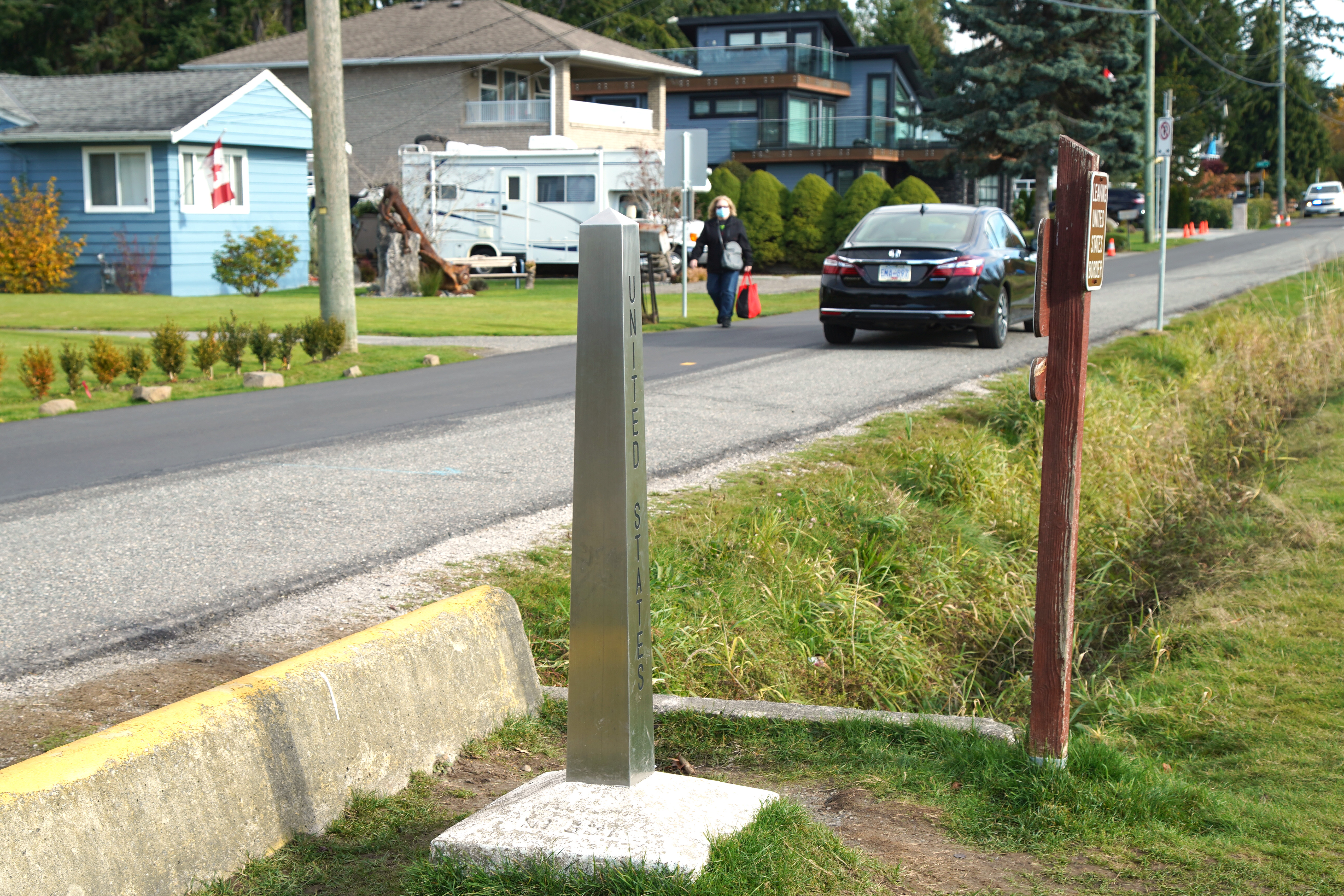
أُرَف بين كندا عن يسار والولايات المتحدة عن يمين

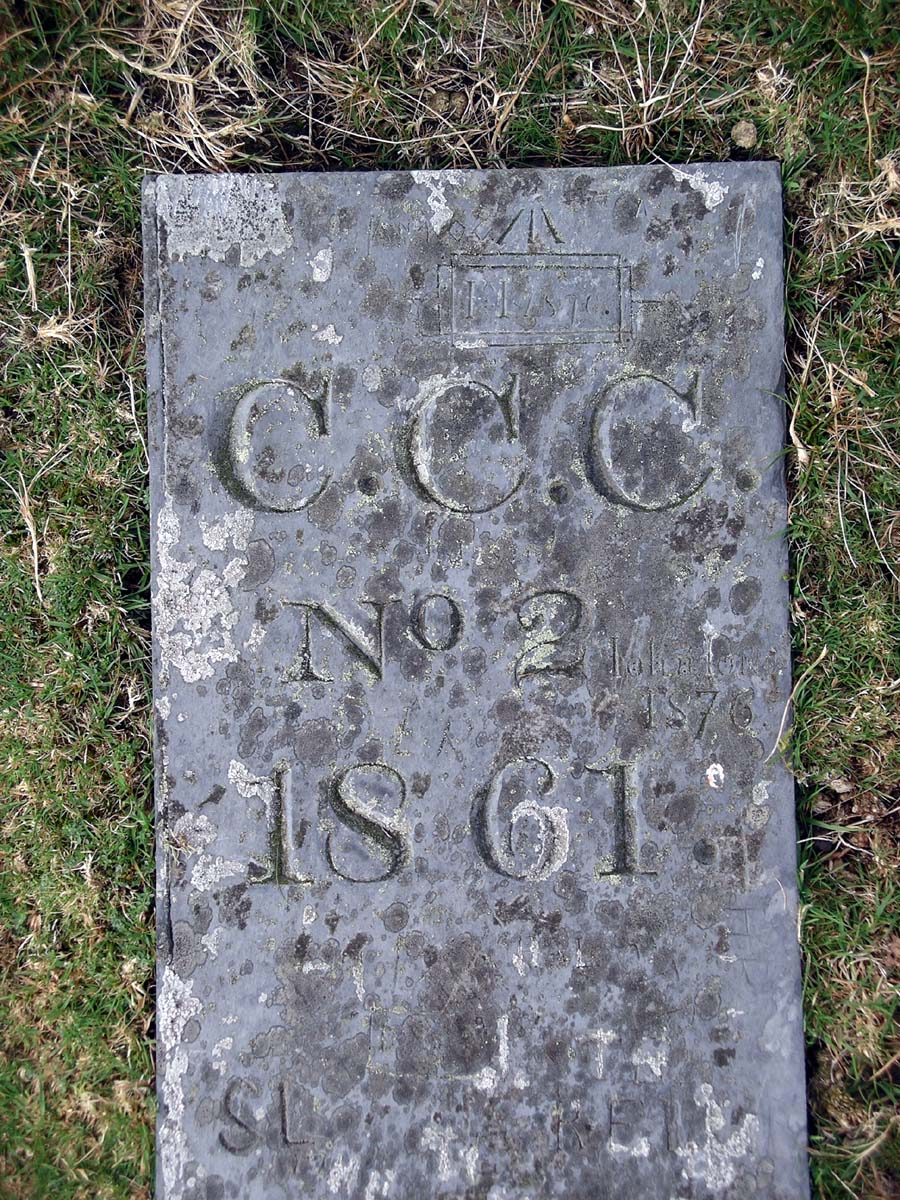
أرفة من أدردواز

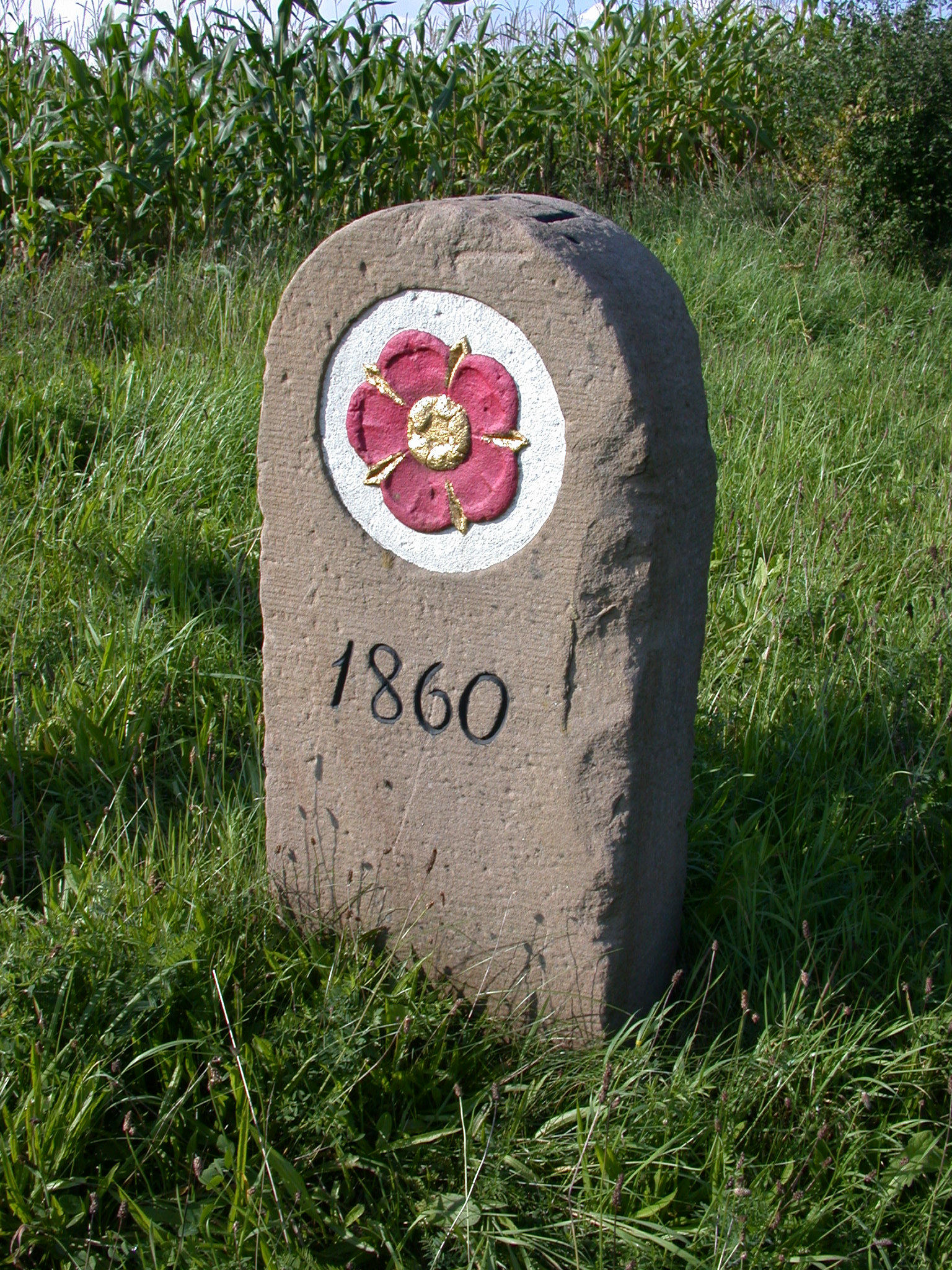
أرفة تاريخية بين إمارة لِبّة ومملكة بروسيا.

الأُرفة (جمع: أُرَف) أو علامة الحدود أو حجرها هي علامة مادية تحدد بداية الحدود البرية أو التغيير في الحدود، وخاصة التغيير في اتجاه الحدود. للأُرف أنواع فمنها الأشجار والأعمدة والمعالم التذكارية والمسلات والزوايا قد يمر فيها خط الحدود في خط مستقيم لتحديد تلك الحدود.

## الأسماء والمعنى
الحد والتُّخم والأُرفة والأُرثة والجامد أو المنار

### الأُرفة
جاء في المعجم الوسيط، الأُرْفَةُ: علامة تنصب، تبين الحدَّ بين الأَرَضِين. والجمع : أُرَف.